# Union Basket Chartres Métropole
A Union Basket Chartres Métropole é um clube de basquetebol baseado em Chartres, França que atualmente disputa a Nationale Masculine 1 (terceira divisão francesa). Manda seus jogos no Halle Jean-Cochet com capacidade para 1.200 espectadores.

## Histórico de Temporadas
| Temporada | Nível | Liga  | Pos.                             | J                                | PL                               | Resultado                        |
| --------- | ----- | ----- | -------------------------------- | -------------------------------- | -------------------------------- | -------------------------------- |
| 2010-11   | 4     | NM2   | 1                                | 20-5                             |                                  | Promovido                        |
| 2011-12   | 3     | NM1   | 14                               | 15-19                            |                                  |                                  |
| 2012-13   | 3     | NM1   | 11                               | 17-17                            |                                  |                                  |
| 2013-14   | 3     | NM1   | 14                               | 15-19                            |                                  |                                  |
| 2014-15   | 3     | NM1   | 5                                | 23-11                            | 2-1                              | Semifinais                       |
| 2015-16   | 3     | NM1   | 10                               | 17-17                            |                                  |                                  |
| 2016-17   | 3     | NM1   | 9                                | 17-17                            | 1-2                              | Quartas de finais                |
| 2017-18   | 3     | NM1   | 5                                | 23-11                            | 6-2                              | Promovidoplayoffs                |
| 2018-19   | 2     | Pro B | 18                               | 7-27                             |                                  | Rebaixado                        |
| 2019-20   | 3     | NM1   | Cancelado - Pandemia de COVID-19 | Cancelado - Pandemia de COVID-19 | Cancelado - Pandemia de COVID-19 | Cancelado - Pandemia de COVID-19 |
| 2020-21   | 3     | NM1   | 4º                               | 17-9                             |                                  |                                  |
| 2021-22   | 3     | NM1   | 7º                               | 24-20                            | 1-2                              | Oitavas de finais                |
| 2022-23   | 3     | NM1   | 2º                               | 12-6                             | 1-2                              | Oitavas de finais                |
| 2023-24   | 3     | NM1   | 2º                               | 11-7                             | 3-2                              | Quartas de finais                |
| 2024-25   | 2     | Pro B | 20º                              | 9-29                             |                                  | Rebaixado                        |

fonte:eurobasket.com